# 西本德 (密蘇里州)
西本德（英語：West Ridge）是位於美國密蘇里州波爾克縣的非建制地區。

## 歷史
西本德的郵局於1853年設立，其後於1865年停運。

## 地理
西本德所處的海拔為高於海平面319米（即1047英呎），而該地所採用的時區為UTC-6，即北美中部時區（CST）。同時該地設有夏令時間，為UTC-6調快一小時，即UTC-5（CDT）。